# Luisa Casati
Luisa, marquesa Casati Stampa di Soncino (nacida Luisa Adele Rosa Maria Amman, Milán, 23 de enero de 1881 - Londres, 1 de junio de 1957), fue una musa y mecenas italiana que inspiró a múltiples poetas y artistas en la Europa de principios del siglo XX.

## Infancia
Luisa Casati era la menor de las dos hijas de Alberto Amman y de Lucia (de soltera Bressi). La familia de su padre, un próspero fabricante textil nacido en 1847, descendía de Göfis, Vorarlberg y la de su madre, nacida en Viena en 1857, era de ascendencia italiana. En la época en la que nacieron sus padres, Milán, y gran parte del norte de Italia, pertenecía al Imperio austríaco. Así su padre fue nombrado conde por el rey Umberto I de Italia. Luisa quedó huérfana de padre y madre a los 15 años, convirtiéndose junto con su hermana mayor, Francesca (1880-1919), en una de las mujeres más ricas de Italia.

## Matrimonio
En 1900 se casó con Camillo, marqués Casati Stampa di Soncino (Muggiò, 12 de agosto de 1877-Roma, 18 de septiembre de 1946). La única hija de la pareja, Cristina Casati Stampa di Soncino, nació al año siguiente. Los Casati mantuvieron residencias separadas mientras duró su matrimonio. Se separaron legalmente en 1914, permaneciendo casados hasta la muerte de él en 1946.
En 1925, la hija de la pareja, Cristina (1901-1953), se casó con Francis John Clarence Westenra Plantagenet Hastings, conocido como vizconde de Hastings y más tarde decimosexto conde de Huntingdon; tuvieron una hija, Lady Moorea Hastings (4 de marzo de 1928 - 21 de octubre de 2011) y se divorciaron en 1943. Al año siguiente, la vizcondesa Hastings se casó con Wogan Philipps; ese matrimonio no tuvo descendencia.
La única nieta de Luisa Casati, Lady Moorea Hastings, casada con el político Woodrow Wyatt de 1957 a 1966, y más tarde con el publicista Brinsley Black, tuvo un hijo con cada marido: Pericles Plantagenet James Casati Wyatt (nacido 1963) y Octavius Black (Octavius Orlando Irvine Casati Black, nacido en 1968).

## Musa y mecenas

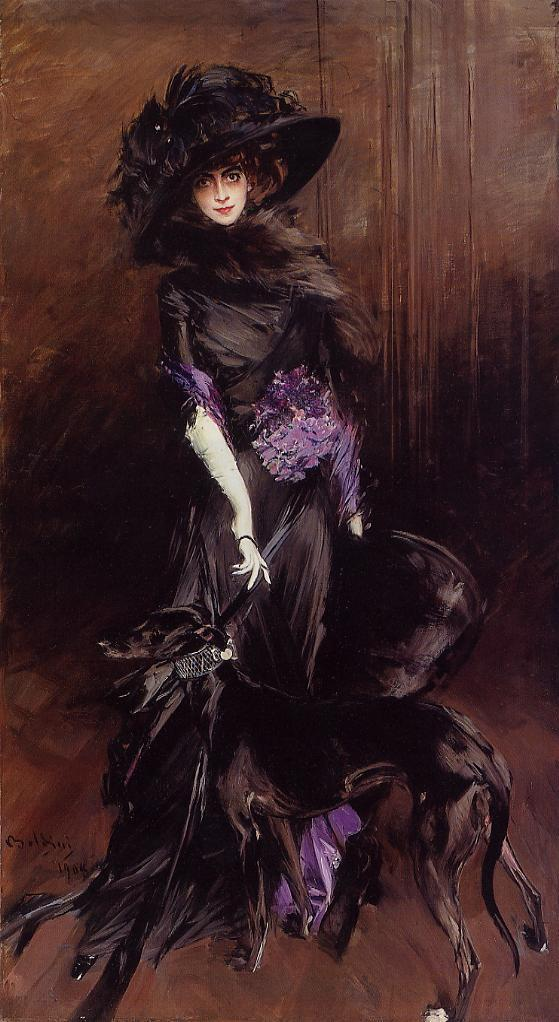
Marchesa Luisa Casati (1881-1957) con un galgo, de Giovanni Boldini

Casati era conocida por sus excentricidades, que hicieron las delicias de la sociedad europea durante casi tres décadas. La bella y extravagante anfitriona de los Ballets Rusos era una  leyenda entre sus contemporáneos. Asombraba a la sociedad desfilando con un par de guepardos atados y usando serpientes vivas como joyas.
Cautivó a artistas y literatos como Robert de Montesquiou, Romain de Tirtoff (Erté), Jean Cocteau y Cecil Beaton. Mantuvo una larga relación con el escritor Gabriele D'Annunzio, de quien se dice que se basó en ella para el personaje de Isabella Inghirami en Forse che si forse che no (Tal vez sí, tal vez no,1910). También está inspirado en ella el personaje de La Casinelle, que aparece en dos novelas de Michel Georges-Michel, Dans la fete de Venise (1922) y Nouvelle Riviera (1924).

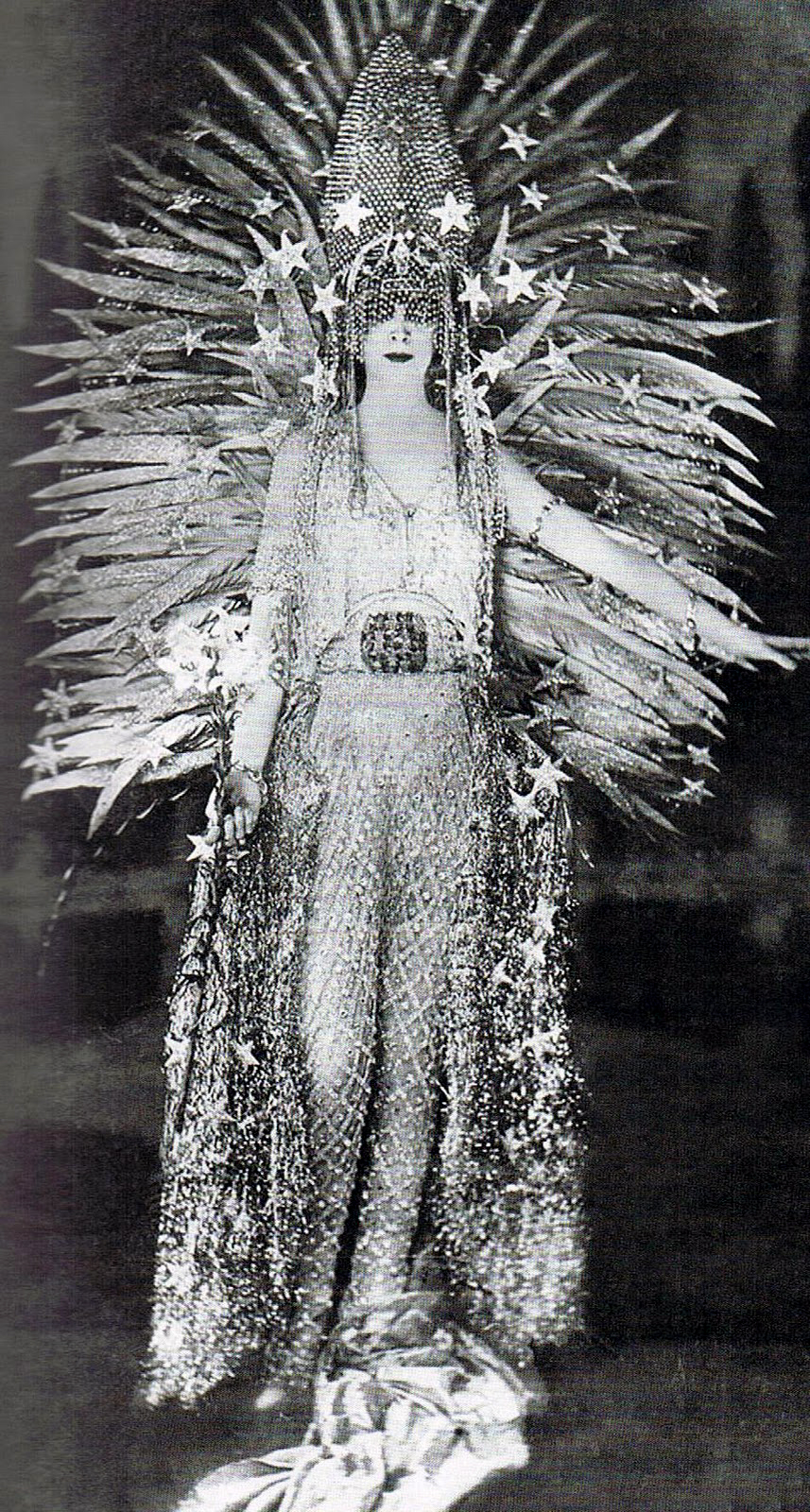
Como icono de la moda, traje de Léon Bakst, 'Reina de la Luz', París, 1922

En 1910, Casati se instaló en el Palazzo Venier dei Leoni, en el Gran Canal de Venecia, del que fue propietaria hasta 1924. En 1949, Peggy Guggenheim compró el Palacio a los herederos de la vizcondesa Castlerosse y lo convirtió en su hogar durante los treinta años siguientes. Hoy alberga la Colección Peggy Guggenheim, un museo de arte moderno en el Gran Canal veneciano.
Las veladas de Casati se convirtieron en  legendarias. Tenía una colección de animales exóticos y patrocinó a diseñadores de moda como Fortuny y Poiret. De 1919 a 1920 vivió en Villa San Michele en Capri, como inquilina de Axel Munthe. Su estancia en la isla italiana, tolerante hogar de un amplio número de artistas y exiliados, fue descrita por el escritor británico Compton Mackenzie en sus diarios.
Numerosos retratos suyos fueron pintados y esculpidos por artistas tan diversos como Giovanni Boldini, Paolo Troubetzkoy, Adolph de Meyer, Romaine Brooks, Kees van Dongen y Man Ray; muchos de ellos los pagó ella. Fue musa de futuristas italianos como Marinetti (que la consideró futurista), Fortunato Depero, Giacomo Balla (quien creó la escultura-retrato Marchesa Casati whit Moving Eyes), y Umberto Boccioni. El retrato que le hizo Augustus John es uno de los cuadros más populares de la Galería de Arte de Ontario. Jack Kerouac escribió poemas sobre ella  y Robert Fulford quedó impresionado por él cuando era un escolar.

## Últimos años

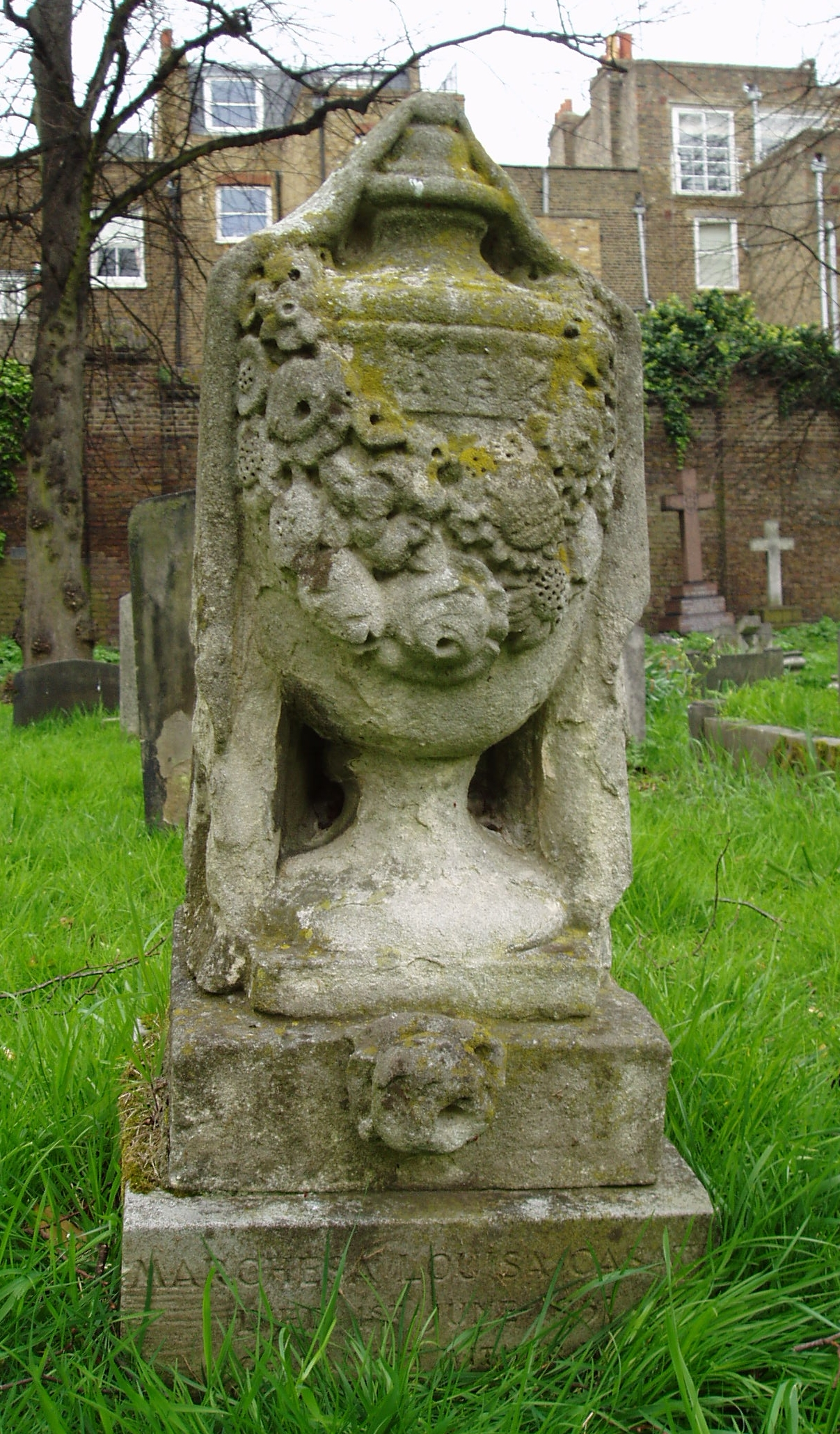
Lápida de Luisa Casati (2004)

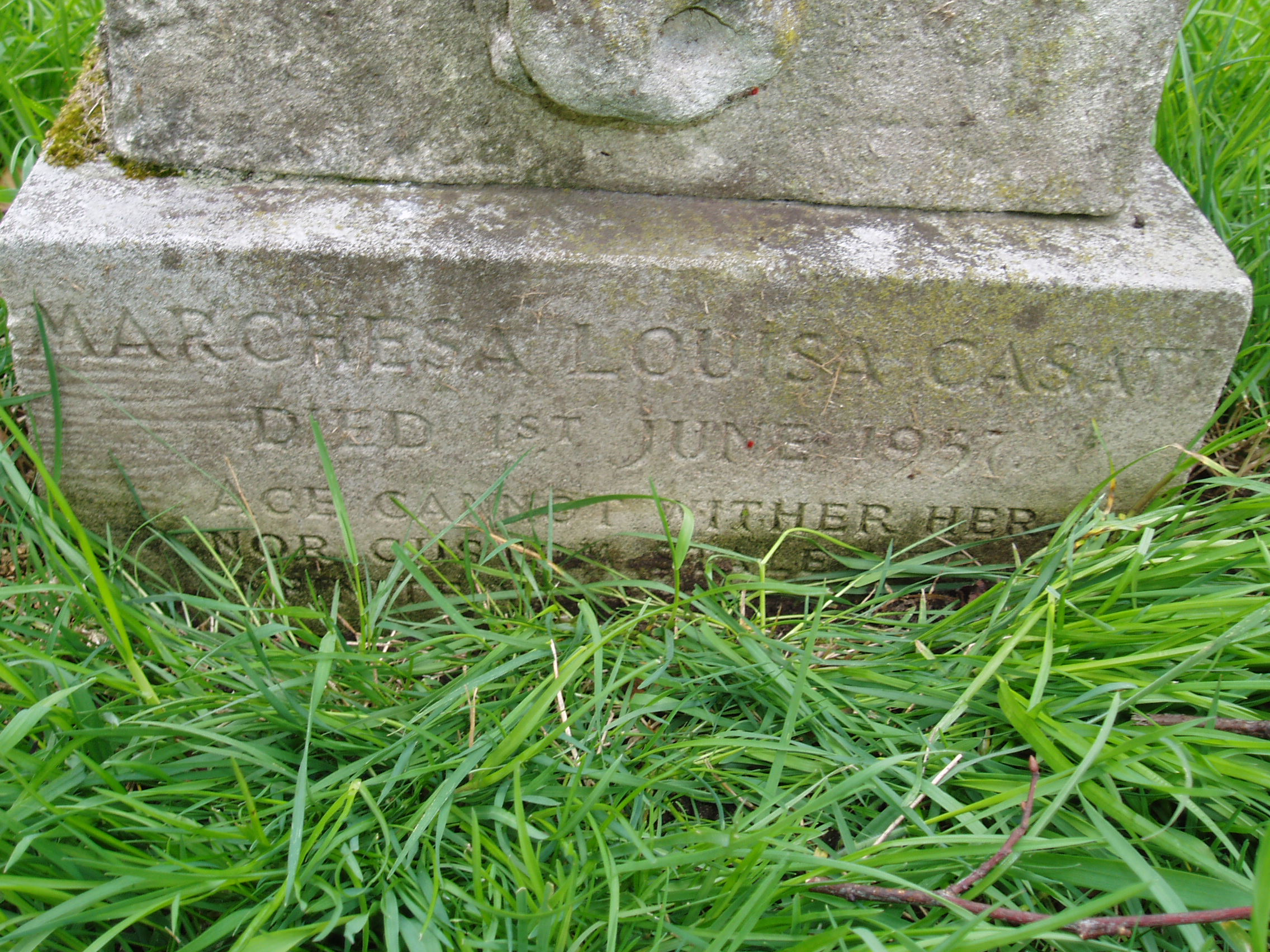
Epitafio en la lápida de Luisa Casati (2004)

En 1930, Casati había acumulado una deuda personal de 25 millones de dólares. Al no poder pagar a sus acreedores, sus bienes personales fueron subastados. Según los informes, la diseñadora Coco Chanel fue una de las pujadoras.
Casati huyó a Londres, donde vivió en la más absoluta pobreza en un apartamento de una sola habitación. El 1 de junio de 1957, Casati murió de un derrame cerebral en su última residencia, el 32 Beaufort Gardens en Knightsbridge, a los 76 años. Después de una Misa de Réquiem en el Oratorio de Brompton, la marquesa fue enterrada en el Cementerio de Brompton.
Fue enterrada con sus galas negras y de piel de leopardo, y un par de pestañas postizas, y uno de sus queridos perros pequineses de peluche. Sobre su tumba hay una pequeña lápida en forma de urna envuelta en tela con una guirnalda de flores en la parte delantera. La lápida, lleva su nombre mal escrito, "Louisa" en lugar de "Luisa", y una cita "La edad no puede marchitarla, ni la costumbre envejecer su infinita variedad", de la obra de Shakespeare Antonio y Cleopatra.

## Ámbito cultural
Los personajes basados en Casati fueron interpretados por Vivien Leigh en la obra La Contessa (1965) y por Ingrid Bergman en la película A Matter of Time (1976).
En 1998, John Galliano basó en ella su colección primavera/verano de Christian Dior. Los vestidos de esta colección se han expuesto en el Instituto de Moda del Museo Metropolitano de Arte. Casati inspiró otro de los conjuntos de Galliano creados para su colección de alta costura Bal des Artistes otoño/invierno 2007/2008 para Dior.
La colección primavera/verano 2007 del diseñador Alexander McQueen se inspiró en Casati.
Casati también da nombre a la casa de moda Marchesa iniciada por los diseñadores británicos Georgina Chapman y Keren Craig.
En mayo de 2009, Karl Lagerfeld presentó  en el Lido de Venecia su colección Cruise-wear 2010, para la que Casati volvió a ser una musa importante. En febrero de 2016, el diseñador londinense Omar Mansoor reflexionó sobre su colección otoño-invierno en Casati en la semana de la Moda de Londres y la semana de la Moda de París .
En 2013, la editorial italiana Rizzoli Libri publicó la novela gráfica biográfica La Casati: La musa egoista de la artista Vanna Vinci. Publicada por Dargaud en Francia y en inglés por Europe Comics desde 2015 con el título Casati: The Selfish Muse.

En 2020, el rapero italiano Achille Lauro se vistió de Casati para su actuación en  el Festival de la Canción de San Remo.
El 21 de marzo de 2020 se estrenó la ópera Ritratto con la Ópera Nacional Holandesa: una ópera de Willem Jeths sobre la vida de Luisa Casati.
En 2021, la cantante, compositora y actriz Lady Gaga hizo referencia a Casati en una de sus imágenes de la sesión de fotos de las ediciones de diciembre de British Vogue y noviembre de Vogue Italia .
En 2021, el autor canadiense TH Cini escribió una novela de ficción basada en el encuentro con Marchesa (Luisa Casati) en los sueños de los narradores. La historia se titula Los ojos de una marquesa del libro The Dream-Escape.

## Citas
- Ryersson, Scot D.; Michael Orlando Yaccarino (September 2004). Infinite Variety: The Life and Legend of the Marchesa Casati (Definitive edición). Minneapolis: University of Minnesota Press. ISBN 0-8166-4520-5.
- Ryersson, Scot D.; Michael Orlando Yaccarino (October 2009). The Marchesa Casati: Portraits of a Muse. New York: Abrams. ISBN 0-8109-4815-X.
- Beaton, Cecil. The Glass of Fashion. New York: Doubleday, 1954.
- Druon, Maurice. The Film of Memory, trans. Moura Budberg. New York: Scribners, 1955.
- Duncan, Isadora. My Life. London: Victor Gollancz, 1928.
- Germain, Andre. Les fous de 1900. Paris: Les Editions Palantine, 1954.
- Holroyd, Michael. Augustus John: A Biography. New York: Holt, Rinehart & Winston, 1975.
- John, Augustus. Chiaroscuro: Fragments of Autobiography. New York: Pellegrini & Cudhay, 1952.
- Jullian, Philippe. "Extravagant Casati," Vogue (New York), 1 de septiembre de 1970.
- Ray, Man. Self-Portrait. Boston: Little, Brown, 1963.
- Rose, Francis. Saying Life: The Memoirs of Sir Francis Rose. London: Cassell & Company, 1961.
- Spencer, Charles. Léon Bakst and the Ballets Russes. London: Academy Editions, 1995.